# Marquesado de Cullera
El marquesado de Cullera es un título nobiliario español de carácter hereditario concedido por Felipe V de España el 26 de marzo de 1708 a Cristóbal de Moscoso Montemayor y Córdoba, I duque de Algete, grande de España, I conde de las Torres de Alcorrín, capitán de los Reales Ejércitos y Virrey de Navarra, que en 1728 fue creado duque de Algete y grande de España. A partir de entonces, los primogénitos de los duques de Algete usaron el título de marqués de Cullera en vida de sus padres. 
Su nombre hace referencia a la ciudad de Cullera, en la provincia de Valencia. Su actual propietario es Juan Miguel Osorio y Bertrán de Lis, que ocupa el noveno lugar en la lista de sucesión en el título.

## Marqueses de Cullera
|                       | Titular                                         | Periodo               |
| Creación por Felipe V | Creación por Felipe V                           | Creación por Felipe V |
| --------------------- | ----------------------------------------------- | --------------------- |
| I                     | Cristóbal de Moscoso Montemayor y Córdoba       | 1708-1737             |
| II                    | Alonso Zayas Guzmán y Moscoso                   | 1737-¿?               |
| III                   | Cristóbal de Zayas y Guzmán                     | ¿?-1768               |
| IV                    | María Aldonza de las Mercedes Zayas y Benavides | 1768-1848             |
| V                     | Nicolás Osorio y Zayas                          | 1848-1866             |
| VI                    | José Isidro Osorio y Silva                      | 1866-1909             |
| VII                   | Miguel Osorio y Martos                          | 1909-1942             |
| VIII                  | Beltrán Alfonso Osorio y Díez de Rivera         | 1942-1994             |
| IX                    | Juan Miguel Osorio y Bertrán de Lis             | 1994-hoy              |

## Historia de los marqueses de Cullera
- Cristóbal de Moscoso Montemayor y Córdoba (m. Madrid, 27 de enero de 1749), I marqués de Cullera,[2] VII señor y I conde de las Torres de Alcorrín, I duque de Algete, grande de España, señor de la Albufera de Valencia, capitán de los reales ejércitos, gentilhombre de cámara, miembro del consejo de Guerra, LXII virrey de Navarra.[2]  Era hijo de Juan de Moscoso, VI señor de las Torres de Alcorrín, y de Beatriz de Eslava, señora del mayorazgo homónimo[3]

Casó en primeras nupcias el 18 de noviembre de 1675 con Juana Galindo de Zayas. Contrajo un segundo matrimonio el 18 de febrero de 1709 con María Teresa de Pedrosa Dávila y Bracamonte. Le sucedió su nieto, hijo de María Moscoso Montemayor y Alonso Zayas e Hinestrosa, a quien cedió el título del marquesado el 17 de junio de 1737. «queriendo que esta renuncia y traspaso se entendiese con todos los primogénitos e inmediatos sucesores de los mayorazgos y condado de las Torres»:
- Alonso Zayas Guzmán y Moscoso, (baut. Écija, 14 de enero de 1708[5]-12 de noviembre de 1798), II marqués de Cullera[6] desde el 17 de julio de 1737 por cesión de su abuelo,  II conde de las Torres de Alcorrín, II duque de Algete, grande de España.[6][4] Era hijo de Alonso Zayas e Hinestrosa y de María Moscoso Montomayor.

Casó el 17 de marzo de 1743 con Ana Catalina Manuel de Lando y Hurtado de Mendoza /1713-1792), III condesa de Santa Cruz de los Manueles, grande de España (m. 27 de diciembre de 1792), hija de Luis Manuel y Ruiz de Lando, II conde de Santa Cruz de los Manueles, y de Tomasa Hurtado de Mendoza y Tenorio, condesa de la Corzana. Le sucedió su hijo:
- Cristóbal de Zayas y Guzmán (Madrid, 16 de febrero de 1744-Écija, 6 de octubre de 1768), III marqués de Cullera por cesión paterna,[6] III conde de las Torres de Alcorrín, y gentilhombre de cámara con ejercicio.[6]

Casó en 1766 con María de la Portería de Benavides y Pacheco.  Le sucedió su hija:
- María Aldonza de las Mercedes Zayas y Benavides (m. 26 de enero de 1848), IV marquesa de Cullera,[6] III duquesa de Algete,[7] IV condesa de Santa Cruz de los Manueles, dos veces grande de España, IV condesa de las Torres de Alcorrín y condesa de la Corzana.[6]

Casó en primeras nupcias el 28 de febrero de 1786 con Manuel Miguel Pérez Osorio y Spínola (m. 29 de mayo de 1813), XV marqués de Alcañices, grande de España. Contrajo un segundo matrimonio el 24 de septiembre de 1815 con Pascual Román González Vicente de Orit.  Le sucedió su hijo del primer matrimonio:
- Nicolás Osorio y Zayas (Madrid, 13 de febrero de 1799-31 de enero de 1866), V marqués de Cullera,[8] V conde de las Torres de Alcorrín, V conde de Santa Cruz de los Manueles,[8] XV duque de Alburquerque,[9] X marqués de Cadreita,[8]  XVI marqués de Alcañices,[8] VIII duque de Sesto,[8] VIII marqués de los Balbases,[8] XV conde de Ledesma, XV conde de Huelma, XVI marqués de Cuéllar, XI marqués de Montaos, XI conde de Grajal, XIII conde de Fuensaldaña, XI conde de Villaumbrosa, IV duque de Algete,[7] etc., senador, mayordomo mayor del rey Alfonso XII, caballero gran cruz de la Real Orden de Carlos III  y caballero de la Orden del Toisón de Oro.[10]

Casó el 12 de septiembre de 1822 con Inés Francisca de Silva y Téllez-Girón, hija de José Gabriel de Silva-Bazán y Waldstein, X marqués de Santa Cruz de Mudela, y de Joaquina Téllez-Girón y Pimentel, II condesa de Osilo. Le sucedió su hijo:
- José Isidro Osorio y Silva (m. 30 de diciembre de 1909), VI marqués de Cullera,[12] XVI duque de Alburquerque,[13] XI marqués de Cadreita,[14] XVI conde de Ledesma, XVI conde de Huelma, XVII marqués de Cuéllar, XIII conde de la Torre, XVII marqués de Alcañices, IX marqués de los Balbases, IX y último duque de Sesto, conde de la Corzana, XII conde de Grajal, etc.,[12] mayordomo mayor del rey y caballero del Toisón de Oro.[13]

Casó el 4 de abril de 1868 con la princesa rusa Sofía Troubetzkoy, viuda del duque Carlos Augusto de Morny, medio hermano de Napoleón III. Le sucedió su sobrino nieto, hijo de José Ramón Osorio y Heredia, IX conde de la Corzana y III marqués de los Arenales, y de Narcisa de Martos y Arizcún.  Le sucedió su sobrino nieto, hija de José Ramón Osorio y Heredia, conde de la Corzana y III marqués de los Arenales, y de Narcisa de Martos y Arizcún.
- Miguel Osorio y Martos (Madrid, 31 de julio de 1886-29 de junio de 1942), VII marqués de Cullera,[12] XII marqués de Cadreita,[12] XVII duque de Alburquerque[13] XVII conde de Ledesma, XVII conde de Huelma, XVIII marqués de Cuéllar, XIV conde de la Torre, y XVIII marqués de Alcañices, XIII conde de Grajal, X marqués de los Balbases, etc.[12][15]

Casó el 29 de junio de 1914 con Inés Díez de Rivera y de Figueroa, hija de Pedro Díez de Rivera y Muro, conde de Almodóvar, y de Francisca de Figueroa y Torres-Sotomayor. Le sucedió su hijo:
- Beltrán Alfonso Osorio y Díez de Rivera (Madrid, 15 de diciembre de 1918-Algete, 8 de febrero de 1994), VIII marqués de Cullera,[12] XIII marqués de Cadreita,[12] XVIII duque de Alburquerque,[15] VIII duque de Algete,[12] XIX marqués de Alcañices,[12] XI marqués de los Balbases,[12]  XVII marqués de Cuéllar, etc.[15] Ocupó el puesto de Jefe de la Casa de Juan de Borbón y Battenberg, conde de Barcelona y padre del rey Juan Carlos I de España, entre 1954 y 1993. Participó en los Juegos Olímpicos de Helsinki donde obtuvo un segundo puesto y en los de Roma. En 1964 ganó el Campeonato Hípico de Europa, el «Manteau de Coeur» en el Hipódromo de la Zarzuela en 1956.[15]

Casó el 2 de octubre de 1952 con Teresa Bertrán de Lis y Pidal, hija de Vicente Carlos Luis Beltrán de Lis y Gurowski, II marqués de Bondad Real, grande de España, y de  María de la Concepción Pidal y Chico de Guzmán. Tras enviudar, contrajo matrimonio el 27 de junio de 1974 con María Cristina de Malcampo y San Miguel, XV duquesa del Parque y VII duquesa de San Lorenzo de Valhermoso, dos veces grande de España, condesa de Joló y vizcondesa de Mindanao, hija de José Malcampo y Fernández de Villavicencio y de María Rosa San Miguel y Martínez Campos. Le sucedió su hijo:
- Juan Miguel Osorio y Bertrán de Lis (n. Madrid, 7 de noviembre de 1958),  IX marqués de Cullera,[16][17] XIV marqués de Cadreita,[16] XIX duque de Alburquerque,[13] IX duque de Algete, XX marqués de Alcañices, IX marqués de Cullera, XV marqués de Montaos, XIX conde de Ledesma, XI conde de Huelma, etc.[16]

Casó en Algete el 7 de julio de 1984 con Beatriz Letelier y Bomchill. Posteriormente contrajo matrimonio el 25 de julio de 1996 con Blanca Suelves y Figueroa, hija de José Suelves y Ponsich, marqués de Tamarit y de Victoria Eugenia de Figueroa y Borbón. Son sus hijos Beatriz Osorio y Letelier, Nicolás Beltrán Osorio y Letelier, Blanca Osorio y Suelves y Luis Osorio y Suelves.

## Árbol genealógico
| \| \| \| \| \| \| \| \| \| Cristóbal de Moscoso Montemayor, i duque de Algete, i marqués de Cullera (1660-1749) \| \| \| \| \| \| \| \| \| \| \| \| \| \| \| \| \| \| \| \| \| \| \| \| \| \| \| \| \| \| \| \| \| \| \| \| \| \| \| \| \| \| \| \| \| \| \| \| \| \| \| \| \| \| \| \| \| \| \| \| \| \| \| \| \| \| María de Moscoso Montemayor \| \| \| \| \| \| \| \| \| \| \| \| \| \| \| \| \| \| \| \| \| \| \| \| \| \| \| \| \| \| \| \| \| \| \| \| \| \| \| \| \| \| \| \| \| \| \| \| \| \| \| \| \| \| \| \| \| \| \| \| \| \| \| \| \| \| Alonso de Zayas, ii duque de Algete, ii marqués de Cullera (1720–1798) \| \| \| \| \| \| \| \| \| \| \| \| \| \| \| \| \| \| \| \| \| \| \| \| \| \| \| \| \| \| \| \| \| \| \| \| \| \| \| \| \| \| \| \| \| \| \| \| \| \| \| \| \| \| \| \| \| \| \| \| \| \| \| \| \| \| Cristóbal de Zayas, iii marqués de Cullera (1749–1768) \| \| \| \| \| \| \| \| \| \| \| \| \| \| \| \| \| \| \| \| \| \| \| \| \| \| \| \| \| \| \| \| \| \| \| \| \| \| \| \| \| \| \| \| \| \| \| \| \| \| \| \| \| \| \| \| \| \| \| \| \| \| \| \| \| \| María de las Mercedes de Zayas, marquesa de Alcañices, iii duquesa de Algete, iv marquesa de Cullera (1767–1848) \| \| \| \| \| \| \| \| \| \| \| \| \| \| \| \| \| \| \| \| \| \| \| \| \| \| \| \| \| \| \| \| \| \| \| \| \| \| \| \| \| \| \| \| \| \| \| \| \| \| \| \| \| \| \| \| \| \| \| \| \| \| \| \| \| \| Nicolás Osorio, xv marqués de Alcañices, iv duque de Algete, v marqués de Cullera (1799–1866) \| \| \| \| \| \| \| \| \| \| \| \| \| \| \| \| \| \| \| \| \| \| \| \| \| \| \| \| \| \| \| \| \| \| \| \| \| \| \| \| \| \| \| \| \| \| \| \| \| \| \| \| \| \| \| \| \| \| \| \| \| \| \| \| \| \| \| \| \| \| \| \| \| \| \| \| \| \| \| \| \| \| \| \| \| \| \| \| \| \| \| José Osorio, xvii marqués de Alcañices, v duque de Algete, vi marqués de Cullera (1825–1909) \| José Osorio, xvii marqués de Alcañices, v duque de Algete, vi marqués de Cullera (1825–1909) \| José Osorio, xvii marqués de Alcañices, v duque de Algete, vi marqués de Cullera (1825–1909) \| José Osorio, xvii marqués de Alcañices, v duque de Algete, vi marqués de Cullera (1825–1909) \| José Osorio, xvii marqués de Alcañices, v duque de Algete, vi marqués de Cullera (1825–1909) \| José Osorio, xvii marqués de Alcañices, v duque de Algete, vi marqués de Cullera (1825–1909) \| \| \| Joaquín Osorio, marqués de los Arenales (1826–1857) \| Joaquín Osorio, marqués de los Arenales (1826–1857) \| Joaquín Osorio, marqués de los Arenales (1826–1857) \| Joaquín Osorio, marqués de los Arenales (1826–1857) \| Joaquín Osorio, marqués de los Arenales (1826–1857) \| Joaquín Osorio, marqués de los Arenales (1826–1857) \| \| \| \| \| \| \| \| \| \| \| \| \| \| \| \| \| \| \| \| José Osorio, xvii marqués de Alcañices, v duque de Algete, vi marqués de Cullera (1825–1909) \| José Osorio, xvii marqués de Alcañices, v duque de Algete, vi marqués de Cullera (1825–1909) \| José Osorio, xvii marqués de Alcañices, v duque de Algete, vi marqués de Cullera (1825–1909) \| José Osorio, xvii marqués de Alcañices, v duque de Algete, vi marqués de Cullera (1825–1909) \| José Osorio, xvii marqués de Alcañices, v duque de Algete, vi marqués de Cullera (1825–1909) \| José Osorio, xvii marqués de Alcañices, v duque de Algete, vi marqués de Cullera (1825–1909) \| \| \| Joaquín Osorio, marqués de los Arenales (1826–1857) \| Joaquín Osorio, marqués de los Arenales (1826–1857) \| Joaquín Osorio, marqués de los Arenales (1826–1857) \| Joaquín Osorio, marqués de los Arenales (1826–1857) \| Joaquín Osorio, marqués de los Arenales (1826–1857) \| Joaquín Osorio, marqués de los Arenales (1826–1857) \| \| \| \| \| \| \| \| \| \| \| \| \| \| \| \| \| \| \| \| \| \| \| \| \| \| \| \| \| \| \| \| \| \| \| \| \| \| \| \| \| \| \| \| \| \| \| \| \| \| \| \| \| \| \| \| \| \| \| \| \| Miguel Osorio, xvii duque de Alburquerque, vii marqués de Cullera (1886–1942) \| Miguel Osorio, xvii duque de Alburquerque, vii marqués de Cullera (1886–1942) \| Miguel Osorio, xvii duque de Alburquerque, vii marqués de Cullera (1886–1942) \| Miguel Osorio, xvii duque de Alburquerque, vii marqués de Cullera (1886–1942) \| Miguel Osorio, xvii duque de Alburquerque, vii marqués de Cullera (1886–1942) \| Miguel Osorio, xvii duque de Alburquerque, vii marqués de Cullera (1886–1942) \| \| \| María Cristina Osorio, vi duquesa de Algete (1897–1975) \| María Cristina Osorio, vi duquesa de Algete (1897–1975) \| María Cristina Osorio, vi duquesa de Algete (1897–1975) \| María Cristina Osorio, vi duquesa de Algete (1897–1975) \| María Cristina Osorio, vi duquesa de Algete (1897–1975) \| María Cristina Osorio, vi duquesa de Algete (1897–1975) \| \| \| \| \| \| \| \| \| \| \| \| \| \| \| \| \| \| \| \| Miguel Osorio, xvii duque de Alburquerque, vii marqués de Cullera (1886–1942) \| Miguel Osorio, xvii duque de Alburquerque, vii marqués de Cullera (1886–1942) \| Miguel Osorio, xvii duque de Alburquerque, vii marqués de Cullera (1886–1942) \| Miguel Osorio, xvii duque de Alburquerque, vii marqués de Cullera (1886–1942) \| Miguel Osorio, xvii duque de Alburquerque, vii marqués de Cullera (1886–1942) \| Miguel Osorio, xvii duque de Alburquerque, vii marqués de Cullera (1886–1942) \| \| \| María Cristina Osorio, vi duquesa de Algete (1897–1975) \| María Cristina Osorio, vi duquesa de Algete (1897–1975) \| María Cristina Osorio, vi duquesa de Algete (1897–1975) \| María Cristina Osorio, vi duquesa de Algete (1897–1975) \| María Cristina Osorio, vi duquesa de Algete (1897–1975) \| María Cristina Osorio, vi duquesa de Algete (1897–1975) \| \| \| \| \| \| \| \| \| \| \| \| \| \| \| \| \| \| \| \| Beltrán Osorio, xviii duque de Alburquerque, viii duque de Algete, viii marqués de Cullera (1918–1994) \| Beltrán Osorio, xviii duque de Alburquerque, viii duque de Algete, viii marqués de Cullera (1918–1994) \| Beltrán Osorio, xviii duque de Alburquerque, viii duque de Algete, viii marqués de Cullera (1918–1994) \| Beltrán Osorio, xviii duque de Alburquerque, viii duque de Algete, viii marqués de Cullera (1918–1994) \| Beltrán Osorio, xviii duque de Alburquerque, viii duque de Algete, viii marqués de Cullera (1918–1994) \| Beltrán Osorio, xviii duque de Alburquerque, viii duque de Algete, viii marqués de Cullera (1918–1994) \| \| \| José Fernández de Villavicencio, vii duque de Algete, xvi marqués de Vallecerrato (n. 1919) \| José Fernández de Villavicencio, vii duque de Algete, xvi marqués de Vallecerrato (n. 1919) \| José Fernández de Villavicencio, vii duque de Algete, xvi marqués de Vallecerrato (n. 1919) \| José Fernández de Villavicencio, vii duque de Algete, xvi marqués de Vallecerrato (n. 1919) \| José Fernández de Villavicencio, vii duque de Algete, xvi marqués de Vallecerrato (n. 1919) \| José Fernández de Villavicencio, vii duque de Algete, xvi marqués de Vallecerrato (n. 1919) \| \| \| \| \| \| \| \| \| \| \| \| \| \| \| \| \| \| \| \| Beltrán Osorio, xviii duque de Alburquerque, viii duque de Algete, viii marqués de Cullera (1918–1994) \| Beltrán Osorio, xviii duque de Alburquerque, viii duque de Algete, viii marqués de Cullera (1918–1994) \| Beltrán Osorio, xviii duque de Alburquerque, viii duque de Algete, viii marqués de Cullera (1918–1994) \| Beltrán Osorio, xviii duque de Alburquerque, viii duque de Algete, viii marqués de Cullera (1918–1994) \| Beltrán Osorio, xviii duque de Alburquerque, viii duque de Algete, viii marqués de Cullera (1918–1994) \| Beltrán Osorio, xviii duque de Alburquerque, viii duque de Algete, viii marqués de Cullera (1918–1994) \| \| \| José Fernández de Villavicencio, vii duque de Algete, xvi marqués de Vallecerrato (n. 1919) \| José Fernández de Villavicencio, vii duque de Algete, xvi marqués de Vallecerrato (n. 1919) \| José Fernández de Villavicencio, vii duque de Algete, xvi marqués de Vallecerrato (n. 1919) \| José Fernández de Villavicencio, vii duque de Algete, xvi marqués de Vallecerrato (n. 1919) \| José Fernández de Villavicencio, vii duque de Algete, xvi marqués de Vallecerrato (n. 1919) \| José Fernández de Villavicencio, vii duque de Algete, xvi marqués de Vallecerrato (n. 1919) \| \| \| \| \| \| \| \| \| \| \| \| \| \| \| \| \| \| \| \| Juan Miguel Osorio, xix duque de Alburquerque, ix duque de Algete, ix marqués de Cullera (n. 1958) \| Juan Miguel Osorio, xix duque de Alburquerque, ix duque de Algete, ix marqués de Cullera (n. 1958) \| Juan Miguel Osorio, xix duque de Alburquerque, ix duque de Algete, ix marqués de Cullera (n. 1958) \| Juan Miguel Osorio, xix duque de Alburquerque, ix duque de Algete, ix marqués de Cullera (n. 1958) \| Juan Miguel Osorio, xix duque de Alburquerque, ix duque de Algete, ix marqués de Cullera (n. 1958) \| Juan Miguel Osorio, xix duque de Alburquerque, ix duque de Algete, ix marqués de Cullera (n. 1958) \| \| \| José Fernández de Villavicencio, vi marqués de Larios (n. 1955) Con sucesión en los marqueses de Vallecerrato. \| José Fernández de Villavicencio, vi marqués de Larios (n. 1955) Con sucesión en los marqueses de Vallecerrato. \| José Fernández de Villavicencio, vi marqués de Larios (n. 1955) Con sucesión en los marqueses de Vallecerrato. \| José Fernández de Villavicencio, vi marqués de Larios (n. 1955) Con sucesión en los marqueses de Vallecerrato. \| José Fernández de Villavicencio, vi marqués de Larios (n. 1955) Con sucesión en los marqueses de Vallecerrato. \| José Fernández de Villavicencio, vi marqués de Larios (n. 1955) Con sucesión en los marqueses de Vallecerrato. \| \| \| \| \| \| \| \| \| \| \| \| \| \| \| \| \| \| \| \| Juan Miguel Osorio, xix duque de Alburquerque, ix duque de Algete, ix marqués de Cullera (n. 1958) \| Juan Miguel Osorio, xix duque de Alburquerque, ix duque de Algete, ix marqués de Cullera (n. 1958) \| Juan Miguel Osorio, xix duque de Alburquerque, ix duque de Algete, ix marqués de Cullera (n. 1958) \| Juan Miguel Osorio, xix duque de Alburquerque, ix duque de Algete, ix marqués de Cullera (n. 1958) \| Juan Miguel Osorio, xix duque de Alburquerque, ix duque de Algete, ix marqués de Cullera (n. 1958) \| Juan Miguel Osorio, xix duque de Alburquerque, ix duque de Algete, ix marqués de Cullera (n. 1958) \| \| \| José Fernández de Villavicencio, vi marqués de Larios (n. 1955) Con sucesión en los marqueses de Vallecerrato. \| José Fernández de Villavicencio, vi marqués de Larios (n. 1955) Con sucesión en los marqueses de Vallecerrato. \| José Fernández de Villavicencio, vi marqués de Larios (n. 1955) Con sucesión en los marqueses de Vallecerrato. \| José Fernández de Villavicencio, vi marqués de Larios (n. 1955) Con sucesión en los marqueses de Vallecerrato. \| José Fernández de Villavicencio, vi marqués de Larios (n. 1955) Con sucesión en los marqueses de Vallecerrato. \| José Fernández de Villavicencio, vi marqués de Larios (n. 1955) Con sucesión en los marqueses de Vallecerrato. \| \| \| \| \| \| \| \| \| \| \| \| \| \| \| \| \| \| \| \| Beatriz Osorio y Letelier (n. 1988) \| \| \| \| \| \| \| \| \| \| \| \| \| \| \| \| \| \| \| \| \| \| \| \| |                                                                                              |                                                                                              |                                                                                              |                                                                                              |                                                                                              |  |  | | | | | | |  |  | | | | | | |  |  |  |  |  |  |  |  |  |  |
| |                                                                                              |                                                                                              |                                                                                              |                                                                                              |                                                                                              |  |  | Cristóbal de Moscoso Montemayor, i duque de Algete, i marqués de Cullera (1660-1749)                             | | | | | |  |  | | | | | | |  |  |  |  |  |  |  |  |  |  |
| |                                                                                              |                                                                                              |                                                                                              |                                                                                              |                                                                                              |  |  | | | | | | |  |  | | | | | | |  |  |  |  |  |  |  |  |  |  |
| |                                                                                              |                                                                                              |                                                                                              |                                                                                              |                                                                                              |  |  | María de Moscoso Montemayor                                                                                      | | | | | |  |  | | | | | | |  |  |  |  |  |  |  |  |  |  |
| |                                                                                              |                                                                                              |                                                                                              |                                                                                              |                                                                                              |  |  | | | | | | |  |  | | | | | | |  |  |  |  |  |  |  |  |  |  |
| |                                                                                              |                                                                                              |                                                                                              |                                                                                              |                                                                                              |  |  | Alonso de Zayas, ii duque de Algete, ii marqués de Cullera (1720–1798)                                           | | | | | |  |  | | | | | | |  |  |  |  |  |  |  |  |  |  |
| |                                                                                              |                                                                                              |                                                                                              |                                                                                              |                                                                                              |  |  | | | | | | |  |  | | | | | | |  |  |  |  |  |  |  |  |  |  |
| |                                                                                              |                                                                                              |                                                                                              |                                                                                              |                                                                                              |  |  | Cristóbal de Zayas, iii marqués de Cullera (1749–1768)                                                           | | | | | |  |  | | | | | | |  |  |  |  |  |  |  |  |  |  |
| |                                                                                              |                                                                                              |                                                                                              |                                                                                              |                                                                                              |  |  | | | | | | |  |  | | | | | | |  |  |  |  |  |  |  |  |  |  |
| |                                                                                              |                                                                                              |                                                                                              |                                                                                              |                                                                                              |  |  | María de las Mercedes de Zayas, marquesa de Alcañices, iii duquesa de Algete, iv marquesa de Cullera (1767–1848) | | | | | |  |  | | | | | | |  |  |  |  |  |  |  |  |  |  |
| |                                                                                              |                                                                                              |                                                                                              |                                                                                              |                                                                                              |  |  | | | | | | |  |  | | | | | | |  |  |  |  |  |  |  |  |  |  |
| |                                                                                              |                                                                                              |                                                                                              |                                                                                              |                                                                                              |  |  | Nicolás Osorio, xv marqués de Alcañices, iv duque de Algete, v marqués de Cullera (1799–1866)                    | | | | | |  |  | | | | | | |  |  |  |  |  |  |  |  |  |  |
| |                                                                                              |                                                                                              |                                                                                              |                                                                                              |                                                                                              |  |  | | | | | | |  |  | | | | | | |  |  |  |  |  |  |  |  |  |  |
| |                                                                                              |                                                                                              |                                                                                              |                                                                                              |                                                                                              |  |  | | | | | | |  |  | | | | | | |  |  |  |  |  |  |  |  |  |  |
| José Osorio, xvii marqués de Alcañices, v duque de Algete, vi marqués de Cullera (1825–1909) | José Osorio, xvii marqués de Alcañices, v duque de Algete, vi marqués de Cullera (1825–1909) | José Osorio, xvii marqués de Alcañices, v duque de Algete, vi marqués de Cullera (1825–1909) | José Osorio, xvii marqués de Alcañices, v duque de Algete, vi marqués de Cullera (1825–1909) | José Osorio, xvii marqués de Alcañices, v duque de Algete, vi marqués de Cullera (1825–1909) | José Osorio, xvii marqués de Alcañices, v duque de Algete, vi marqués de Cullera (1825–1909) |  |  | Joaquín Osorio, marqués de los Arenales (1826–1857)                                                              | Joaquín Osorio, marqués de los Arenales (1826–1857)                                                    | Joaquín Osorio, marqués de los Arenales (1826–1857)                                                    | Joaquín Osorio, marqués de los Arenales (1826–1857)                                                    | Joaquín Osorio, marqués de los Arenales (1826–1857)                                                    | Joaquín Osorio, marqués de los Arenales (1826–1857)                                                    |  |  | | | | | | |  |  |  |  |  |  |  |  |  |  |
| José Osorio, xvii marqués de Alcañices, v duque de Algete, vi marqués de Cullera (1825–1909) | José Osorio, xvii marqués de Alcañices, v duque de Algete, vi marqués de Cullera (1825–1909) | José Osorio, xvii marqués de Alcañices, v duque de Algete, vi marqués de Cullera (1825–1909) | José Osorio, xvii marqués de Alcañices, v duque de Algete, vi marqués de Cullera (1825–1909) | José Osorio, xvii marqués de Alcañices, v duque de Algete, vi marqués de Cullera (1825–1909) | José Osorio, xvii marqués de Alcañices, v duque de Algete, vi marqués de Cullera (1825–1909) |  |  | Joaquín Osorio, marqués de los Arenales (1826–1857)                                                              | Joaquín Osorio, marqués de los Arenales (1826–1857)                                                    | Joaquín Osorio, marqués de los Arenales (1826–1857)                                                    | Joaquín Osorio, marqués de los Arenales (1826–1857)                                                    | Joaquín Osorio, marqués de los Arenales (1826–1857)                                                    | Joaquín Osorio, marqués de los Arenales (1826–1857)                                                    |  |  | | | | | | |  |  |  |  |  |  |  |  |  |  |
| |                                                                                              |                                                                                              |                                                                                              |                                                                                              |                                                                                              |  |  | | | | | | |  |  | | | | | | |  |  |  |  |  |  |  |  |  |  |
| |                                                                                              |                                                                                              |                                                                                              |                                                                                              |                                                                                              |  |  | Miguel Osorio, xvii duque de Alburquerque, vii marqués de Cullera (1886–1942)                                    | Miguel Osorio, xvii duque de Alburquerque, vii marqués de Cullera (1886–1942)                          | Miguel Osorio, xvii duque de Alburquerque, vii marqués de Cullera (1886–1942)                          | Miguel Osorio, xvii duque de Alburquerque, vii marqués de Cullera (1886–1942)                          | Miguel Osorio, xvii duque de Alburquerque, vii marqués de Cullera (1886–1942)                          | Miguel Osorio, xvii duque de Alburquerque, vii marqués de Cullera (1886–1942)                          |  |  | María Cristina Osorio, vi duquesa de Algete (1897–1975)                                                        | María Cristina Osorio, vi duquesa de Algete (1897–1975)                                                        | María Cristina Osorio, vi duquesa de Algete (1897–1975)                                                        | María Cristina Osorio, vi duquesa de Algete (1897–1975)                                                        | María Cristina Osorio, vi duquesa de Algete (1897–1975)                                                        | María Cristina Osorio, vi duquesa de Algete (1897–1975)                                                        |  |  |  |  |  |  |  |  |  |  |
| |                                                                                              |                                                                                              |                                                                                              |                                                                                              |                                                                                              |  |  | Miguel Osorio, xvii duque de Alburquerque, vii marqués de Cullera (1886–1942)                                    | Miguel Osorio, xvii duque de Alburquerque, vii marqués de Cullera (1886–1942)                          | Miguel Osorio, xvii duque de Alburquerque, vii marqués de Cullera (1886–1942)                          | Miguel Osorio, xvii duque de Alburquerque, vii marqués de Cullera (1886–1942)                          | Miguel Osorio, xvii duque de Alburquerque, vii marqués de Cullera (1886–1942)                          | Miguel Osorio, xvii duque de Alburquerque, vii marqués de Cullera (1886–1942)                          |  |  | María Cristina Osorio, vi duquesa de Algete (1897–1975)                                                        | María Cristina Osorio, vi duquesa de Algete (1897–1975)                                                        | María Cristina Osorio, vi duquesa de Algete (1897–1975)                                                        | María Cristina Osorio, vi duquesa de Algete (1897–1975)                                                        | María Cristina Osorio, vi duquesa de Algete (1897–1975)                                                        | María Cristina Osorio, vi duquesa de Algete (1897–1975)                                                        |  |  |  |  |  |  |  |  |  |  |
| |                                                                                              |                                                                                              |                                                                                              |                                                                                              |                                                                                              |  |  | Beltrán Osorio, xviii duque de Alburquerque, viii duque de Algete, viii marqués de Cullera (1918–1994)           | Beltrán Osorio, xviii duque de Alburquerque, viii duque de Algete, viii marqués de Cullera (1918–1994) | Beltrán Osorio, xviii duque de Alburquerque, viii duque de Algete, viii marqués de Cullera (1918–1994) | Beltrán Osorio, xviii duque de Alburquerque, viii duque de Algete, viii marqués de Cullera (1918–1994) | Beltrán Osorio, xviii duque de Alburquerque, viii duque de Algete, viii marqués de Cullera (1918–1994) | Beltrán Osorio, xviii duque de Alburquerque, viii duque de Algete, viii marqués de Cullera (1918–1994) |  |  | José Fernández de Villavicencio, vii duque de Algete, xvi marqués de Vallecerrato (n. 1919)                    | José Fernández de Villavicencio, vii duque de Algete, xvi marqués de Vallecerrato (n. 1919)                    | José Fernández de Villavicencio, vii duque de Algete, xvi marqués de Vallecerrato (n. 1919)                    | José Fernández de Villavicencio, vii duque de Algete, xvi marqués de Vallecerrato (n. 1919)                    | José Fernández de Villavicencio, vii duque de Algete, xvi marqués de Vallecerrato (n. 1919)                    | José Fernández de Villavicencio, vii duque de Algete, xvi marqués de Vallecerrato (n. 1919)                    |  |  |  |  |  |  |  |  |  |  |
| |                                                                                              |                                                                                              |                                                                                              |                                                                                              |                                                                                              |  |  | Beltrán Osorio, xviii duque de Alburquerque, viii duque de Algete, viii marqués de Cullera (1918–1994)           | Beltrán Osorio, xviii duque de Alburquerque, viii duque de Algete, viii marqués de Cullera (1918–1994) | Beltrán Osorio, xviii duque de Alburquerque, viii duque de Algete, viii marqués de Cullera (1918–1994) | Beltrán Osorio, xviii duque de Alburquerque, viii duque de Algete, viii marqués de Cullera (1918–1994) | Beltrán Osorio, xviii duque de Alburquerque, viii duque de Algete, viii marqués de Cullera (1918–1994) | Beltrán Osorio, xviii duque de Alburquerque, viii duque de Algete, viii marqués de Cullera (1918–1994) |  |  | José Fernández de Villavicencio, vii duque de Algete, xvi marqués de Vallecerrato (n. 1919)                    | José Fernández de Villavicencio, vii duque de Algete, xvi marqués de Vallecerrato (n. 1919)                    | José Fernández de Villavicencio, vii duque de Algete, xvi marqués de Vallecerrato (n. 1919)                    | José Fernández de Villavicencio, vii duque de Algete, xvi marqués de Vallecerrato (n. 1919)                    | José Fernández de Villavicencio, vii duque de Algete, xvi marqués de Vallecerrato (n. 1919)                    | José Fernández de Villavicencio, vii duque de Algete, xvi marqués de Vallecerrato (n. 1919)                    |  |  |  |  |  |  |  |  |  |  |
| |                                                                                              |                                                                                              |                                                                                              |                                                                                              |                                                                                              |  |  | Juan Miguel Osorio, xix duque de Alburquerque, ix duque de Algete, ix marqués de Cullera (n. 1958)               | Juan Miguel Osorio, xix duque de Alburquerque, ix duque de Algete, ix marqués de Cullera (n. 1958)     | Juan Miguel Osorio, xix duque de Alburquerque, ix duque de Algete, ix marqués de Cullera (n. 1958)     | Juan Miguel Osorio, xix duque de Alburquerque, ix duque de Algete, ix marqués de Cullera (n. 1958)     | Juan Miguel Osorio, xix duque de Alburquerque, ix duque de Algete, ix marqués de Cullera (n. 1958)     | Juan Miguel Osorio, xix duque de Alburquerque, ix duque de Algete, ix marqués de Cullera (n. 1958)     |  |  | José Fernández de Villavicencio, vi marqués de Larios (n. 1955) Con sucesión en los marqueses de Vallecerrato. | José Fernández de Villavicencio, vi marqués de Larios (n. 1955) Con sucesión en los marqueses de Vallecerrato. | José Fernández de Villavicencio, vi marqués de Larios (n. 1955) Con sucesión en los marqueses de Vallecerrato. | José Fernández de Villavicencio, vi marqués de Larios (n. 1955) Con sucesión en los marqueses de Vallecerrato. | José Fernández de Villavicencio, vi marqués de Larios (n. 1955) Con sucesión en los marqueses de Vallecerrato. | José Fernández de Villavicencio, vi marqués de Larios (n. 1955) Con sucesión en los marqueses de Vallecerrato. |  |  |  |  |  |  |  |  |  |  |
| |                                                                                              |                                                                                              |                                                                                              |                                                                                              |                                                                                              |  |  | Juan Miguel Osorio, xix duque de Alburquerque, ix duque de Algete, ix marqués de Cullera (n. 1958)               | Juan Miguel Osorio, xix duque de Alburquerque, ix duque de Algete, ix marqués de Cullera (n. 1958)     | Juan Miguel Osorio, xix duque de Alburquerque, ix duque de Algete, ix marqués de Cullera (n. 1958)     | Juan Miguel Osorio, xix duque de Alburquerque, ix duque de Algete, ix marqués de Cullera (n. 1958)     | Juan Miguel Osorio, xix duque de Alburquerque, ix duque de Algete, ix marqués de Cullera (n. 1958)     | Juan Miguel Osorio, xix duque de Alburquerque, ix duque de Algete, ix marqués de Cullera (n. 1958)     |  |  | José Fernández de Villavicencio, vi marqués de Larios (n. 1955) Con sucesión en los marqueses de Vallecerrato. | José Fernández de Villavicencio, vi marqués de Larios (n. 1955) Con sucesión en los marqueses de Vallecerrato. | José Fernández de Villavicencio, vi marqués de Larios (n. 1955) Con sucesión en los marqueses de Vallecerrato. | José Fernández de Villavicencio, vi marqués de Larios (n. 1955) Con sucesión en los marqueses de Vallecerrato. | José Fernández de Villavicencio, vi marqués de Larios (n. 1955) Con sucesión en los marqueses de Vallecerrato. | José Fernández de Villavicencio, vi marqués de Larios (n. 1955) Con sucesión en los marqueses de Vallecerrato. |  |  |  |  |  |  |  |  |  |  |
| |                                                                                              |                                                                                              |                                                                                              |                                                                                              |                                                                                              |  |  | Beatriz Osorio y Letelier (n. 1988)                                                                              | | | | | |  |  | | | | | | |  |  |  |  |  |  |  |  |  |  |